# كارولينا لوريرو
كارولينا سيلفا لوريرو (بالبرتغالية: Carolina Silva Loureiro‏) (23 يونيو 1992، بومبال - )؛ ممثلة وعارضة أزياء ومقدمة برامج برتغالية. دخلت المجال الفني في السابعة عشرة من عمرها. عرفت لدورها في مسلسل نازاري. وسبق أن قدمت برنامج «فيم شوو» على قناة إس آي سي البرتغالية ما بين عامي 2016 و2020.

## وصلات خارجية
- كارولينا لوريرو على موقع IMDb (الإنجليزية)
- كارولينا لوريرو على موقع قاعدة بيانات الفيلم (الإنجليزية)

لم يتم العثور على روابط لمواقع التواصل الاجتماعي.